# 林芊妤
林芊妤（1989年9月21日—），2012年前曾用原名林婉霞；香港藝人，前無綫電視（TVB）經理人合約藝員，2008年獲無綫電視監製錢國偉賞識而入行，現為自由身演員及註冊瑜珈導師。

## 背景
林芊妤生於福建，有一名胞兄，1991年與家人移民来到香港生活，当时居住于北角東發大廈，家中還有祖父母和姑姐。其父親在灣仔東方188商場開設遊戲機及遊戲光碟店。林芊妤畢業於北角街坊會陳維周夫人紀念學校（2002年小六）。在校時為籃球校隊成員，小學二年級時曾經留班一年。而在升讀中學時因為父親反對她參加籃球比賽且被對方打罵而離家出走，留在同學家中五日，因此錯過了中一入學註冊日。結果要另覓學校。她曾就讀香港道教聯合會青松中學至中三年級，又曾入讀五旬節林漢光中學。於匯知中學中七畢業後修讀香港浸會大學國際學院副學士課程。但在一年級時只讀了一個學期便肄業，並於2008年簽約無綫電視，於遊戲節目《耳分高下》中的「Sing之天使」雪梨，因為她的身材與台灣藝人郭書瑤相似，故當時被稱為「港版瑤瑤」。
2009年，她憑《畢打自己人》裏扮演的性感模特兒Aima開始引起觀眾留意，而於2012年的《耀舞長安》則犧牲色相扮演醜角，同樣引起觀眾注意。2013年於《衝上雲霄II》中飾演馬國明的女友而再度受人關注。
2013年，林芊妤因同時感染兩種人類乳突病毒而引發前期子宮頸癌，經切除子宮壞死組織後已痊癒。
2014年6月14日晚，林芊妤被雜誌拍得跟達利國際集團未來接班人林知譽（Will）到香港國際金融中心遊走半天，最後兩人更被拍得一同進入商場內的傷殘廁所近30分鐘，引發軒然大波，2014年7月2日早上，林芊妤返回TVB，與對方溝通後，最後和平解約，結束6年的賓主關係。儘管事業受到衝擊，她面對轉折發展其技能，更成為瑜伽導師，但工作方面已經與無綫電視無關，至2021年曾志偉重返TVB並對部分前合約藝人（尤其是被指跟余詠珊派系不和的藝人）解禁，才獲准於同年4月再度接受無綫娛樂新聞台訪問，為時隔七年後再度亮相TVB。
2016年，林芊妤轉投ViuTV，同年年底TVB播映她的暫別作《流氓皇帝》。
2018年1月，林芊妤接受訪問時表示現在不時客串做秀或出席活動示範各式高難度瑜伽動作，生活也比前更開心了，並笑說現在「不只掌握自己時間，更掌握自己人生」即使在街上被人認出素顏的自己也不怕。
2019年，她成為圈中知名瑜伽導師，不少藝人跟她上堂外，也在Youtube上發展了自己的事業。
2020年4月30日，她的Youtube頻道突破100萬，成為第二個以粵語為主要語言突破100萬的香港個人YouTube頻道。
截止2022年1月，林芊妤的Youtube頻道已突破150萬訂閱。
2022年11月，網紅爆料王指控Coffee結婚後仍出席富豪飯局，得到否認回應；網上駡戰因此展開，最終外界未能得悉真相。

## 感情生活
林芊妤曾與無綫電視演員羅天宇拍拖。2018年5月7日，在社交網站宣佈與拍拖3年的37歲任職豐隆銀行的圈外男友澳洲籍馬來西亞華人翟志榮入紙申請結婚，同時宣佈懷孕4個月。同年10月16日，林芊妤因胎盤前置而入院，並在當日誕下兒子。

## 擔任愛心惜食大使
2020年獲惜食堂邀與請吳日言一同擔任愛心惜食大使

## 演出作品

### 電視劇集（無綫電視）
| 首播   | 劇名             | 角色                                                            |
| 2009年 | 畢打自己人       | Aima（第185、238-239集）                                        |
| 2009年 | 南華夢飛翔       | 啦啦隊成員                                                      |
| 2010年 | 談情說案         | 酒吧美女（第15集）                                              |
| 2010年 | 情越雙白線       | DiDi                                                            |
| 2010年 | 天天天晴         | 割袋黨（第34集）、Fiona                                         |
| 2010年 | 女人最痛         | 化妝師                                                          |
| 2010年 | 公主嫁到         | 妓女                                                            |
| 2010年 | 讀心神探         | 瑩友人                                                          |
| 2010年 | 刑警             | Yuki（第2、12-14集）                                            |
| 2010年 | 依家有喜         | 索女（第3集）                                                   |
| 2010年 | 誘情轉駁         | Katie（第9集）                                                  |
| 2011年 | 依家有喜         | 老牛聲靚女（第37集）、索女（第67集）                            |
| 2011年 | 你們我們他們     | 珊（第8集）                                                     |
| 2011年 | 隔離七日情       | BabyBaby（第19集）                                              |
| 2011年 | 點解阿Sir係阿Sir | 情侶（第9集）                                                   |
| 2011年 | 誰家灶頭無煙火   | 時裝店店員（第39集）、性感女郎（第62集）、水晶店店員（第151集） |
| 2011年 | 花花世界花家姐   | Xenus職員                                                       |
| 2011年 | 真相             | 珠女（第9集）                                                   |
| 2011年 | 潛行狙擊         | Suki（第3、14集）                                               |
| 2011年 | 荃加福祿壽探案   | 護士（第2集）                                                   |
| 2011年 | 結·分@謊情式     | 女主角（第13集）、Tea（第26集）、舞女（第34集）                 |
| 2012年 | 結·分@謊情式     | 兔女郎（第45集）、啤酒女郎（第51-52、79-83集）                  |
| 2012年 | 缺宅男女         | Cathy                                                           |
| 2012年 | 換樂無窮         | 主播（第16集）                                                  |
| 2012年 | 4 In Love        | 美女（第2集）                                                   |
| 2012年 | On Call 36小時   | 急診科護士                                                      |
| 2012年 | 當旺爸爸         | 梁君美                                                          |
| 2012年 | 東西宮略         | 太子姬妾（第19集）                                              |
| 2012年 | 耀舞長安         | 哨牙芬                                                          |
| 2012年 | 心戰             | 酒客                                                            |
| 2012年 | 衝呀！瘦薪兵團   | 何均珠（Bonnie）                                                |
| 2012年 | 愛·回家          | 美女（第42集）、Lemon（第68集）、萬凱姍（第169-170、176-177集） |
| 2012年 | 護花危情         | Melody Baby（第10、12集）                                       |
| 2012年 | 回到三國         | 花燈會情侶（第9集）、石盤村村民（第10集）                       |
| 2012年 | 怒火街頭2        | 書記（第11-12集）                                               |
| 2012年 | 造王者           | 秋菊                                                            |
| 2012年 | 巴不得媽媽...    | 美女（第7集）                                                   |
| 2012年 | 名媛望族         | 賓客（第7集）                                                   |
| 2012年 | 大太監           | 妓女（第7、9集）                                                |
| 2012年 | 法網狙擊         | 何景怡（Elaine）（第2集）                                       |
| 2013年 | 戀愛季節         | Zita（第11、13-14集）                                           |
| 2013年 | 女警愛作戰       | 齊凱迪（Betty）                                                 |
| 2013年 | 仁心解碼II       | 莫青婷（第16、21-22集）                                         |
| 2013年 | 金枝慾孽貳       | 伯蘇特·爾桃                                                     |
| 2013年 | 神探高倫布       | 空姐（第21集）                                                  |
| 2013年 | 情越海岸線       | 職員（第4集）                                                   |
| 2013年 | 好心作怪         | Vanessa. S                                                      |
| 2013年 | 衝上雲霄II       | 繆菲菲（Philis）                                                |
| 2013年 | 情逆三世緣       | 選美佳麗                                                        |
| 2013年 | 愛·回家          | 崔淼淼（第340、381集)                                           |
| 2013年 | 神鎗狙擊         | 年青女子（第1集）                                               |
| 2013年 | 巨輪             | Susan                                                           |
| 2013年 | 法外風雲         | 墓地經理（第5集）、俏護士（第20集）                             |
| 2013年 | My盛Lady         | Jam                                                             |
| 2013年 | 舌劍上的公堂     | 小紅                                                            |
| 2014年 | 單戀雙城         | 女乘客（第13集）                                                |
| 2014年 | 廉政行動2014     | 林家敏［單元二至三］                                            |
| 2014年 | 女人俱樂部       | 參賽者                                                          |
| 2014年 | 點金勝手         | Melody                                                          |
| 2014年 | 載得有情人       | Kitty                                                           |
| 2014年 | 大藥坊           | Fanny                                                           |
| 2014年 | 名門暗戰         | Becky                                                           |
| 2015年 | 師奶MADAM        | 千千                                                            |
| 2015年 | 無雙譜           | 風臨                                                            |
| 2016年 | 流氓皇帝         | 33姨太                                                          |

### 電影
- 2009年：Laughing Gor之變節 飾 公關小姐
- 2010年：翡翠明珠 飾 香公主
- 2012年：我老婆唔夠秤II：我老公唔生性
- 2013年：重口味
- 2014年：恐怖在線 飾 小玉
- 2015年：壹獄壹世界：高登闊少踎監日記 飾 Vivian
- 2024年：把幸福拉近一點

## 主持作品

### 電視節目
- 2017年：吾男吾女（奇妙電視）
- 2017年：胸×計（ViuTV）
- 2022年：做個健康快活人（港台電視31）

## 廣告
- 2020年：BOOSTER HK 飾 港澳星級代言人
- 2021年：李健駕駛學校 飾 代言人

## 外部連結
- Coffee Lam（林芊妤）的Facebook專頁
- 林芊妤 (Coffee Lam)的Facebook專頁
- Coffee Lam的Instagram帳戶
- YouTube上的Coffee林芊妤頻道
- 林芊妤的新浪微博
- 林芊妤在香港影庫上的簡介